# Czuchów (Czerwionka-Leszczyny)
Czuchów (niem. Czuchow) – część miasta Czerwionka-Leszczyny.
Według danych z 31 marca 2012 roku dzielnica liczyła 3 927 mieszkańców.

## Położenie
Czuchów położony jest nad rzeką Bierawką – prawym dopływem Odry, który uchodzi do niej w jej 82,3 km w pobliżu wsi Bierawa.

## Tranzyt
Przez Czuchów przebiega droga wojewódzka nr 924.

## Edukacja
Na terenie miejscowości znajdują się następujące placówki edukacyjne:
- Przedszkole nr 7 w Czerwionce-Leszczynach
- Szkoła Podstawowa nr 6 im. Stanisława Moniuszki w Czerwionce-Leszczynach
- Gimnazjum nr 5 w Czerwionce-Leszczynach

W Czuchowie znajduje się również Filia nr 9 Biblioteki Publicznej w Czerwionce-Leszczynach.

## Historia

### Średniowiecze

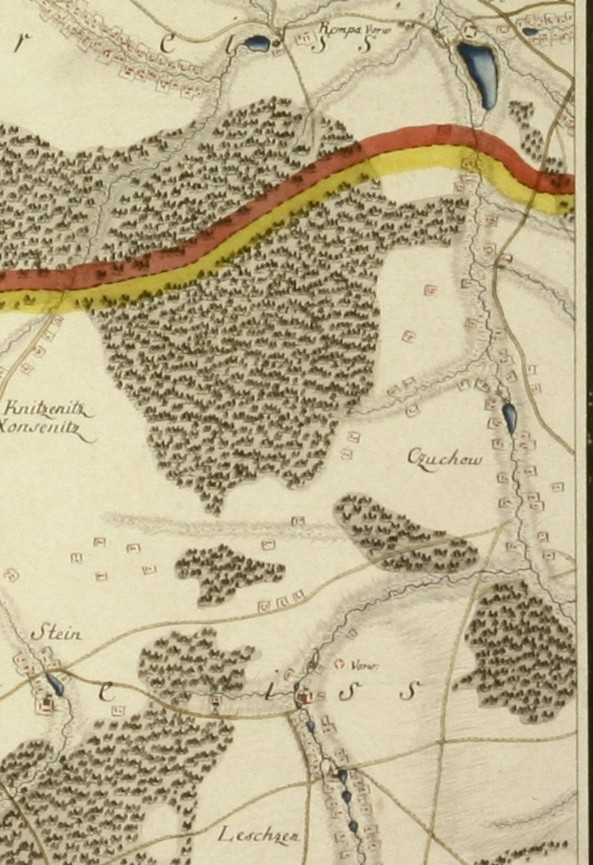
Czuchów na mapie Christiana Friedricha von Wrede. Ok. 1750 r.

Znane dzieje Czuchowa sięgają pierwszej połowy XIII w., wówczas to po raz pierwszy jego nazwa – SCHUKAW pojawiła się w dokumencie kolegiaty św. Krzyża w Opolu w którym spisano obciążenia względem Kościoła. Dokumenty te spłonęły w pożarze kolegiaty i dlatego sporządzono kopie i ponownie je potwierdzono. W 1531 r. biskup wrocławski Jakub von Salza (1520-1539) oraz książę opolsko-raciborski Jan II Dobry nałożyli dodatkową dziesięcinę snopową na rzecz kościoła kolegialnego. Dokument biskupa wrocławskiego, który zawiera wykaz około 60 miejscowości potwierdzał także wszelkie przywileje i dziesięciny posiadane na podstawie wcześniejszych nadań przez kolegiatę św. Krzyża w Opolu.
Kolegiata opolska powstała z fundacji biskupa wrocławskiego Tomasza I (1232-1268) w latach 1232-1239 pobierała już wcześniej dziesięciny w pasie od Olzy po Bełk i Bujaków. Na tej podstawie można wnioskować, że Czuchów musiał być wsią powstałą przed II poł. XIII w. oraz że mógł zostać przeniesiony na prawo niemieckie po najeździe tatarskim w 1241 roku, który spustoszył Śląsk i przyczynił się do nowych lokacji. Niewykluczony jest także starszy charakter osady, jednak dotychczas nie ma dowodów na poparcie tej hipotezy.

### XV–XVIII w.

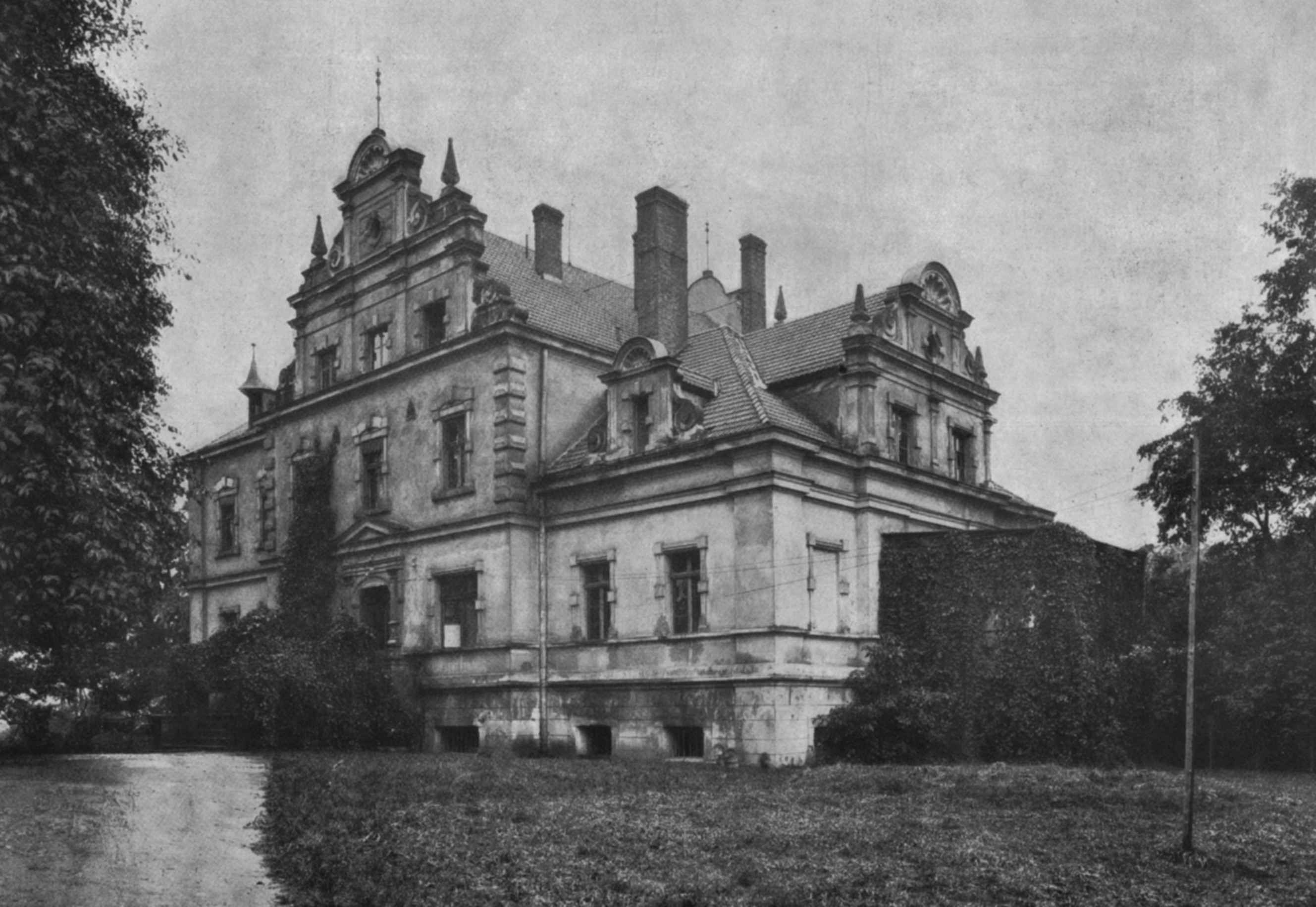
Zamek w Czuchowie. Początek XX w.

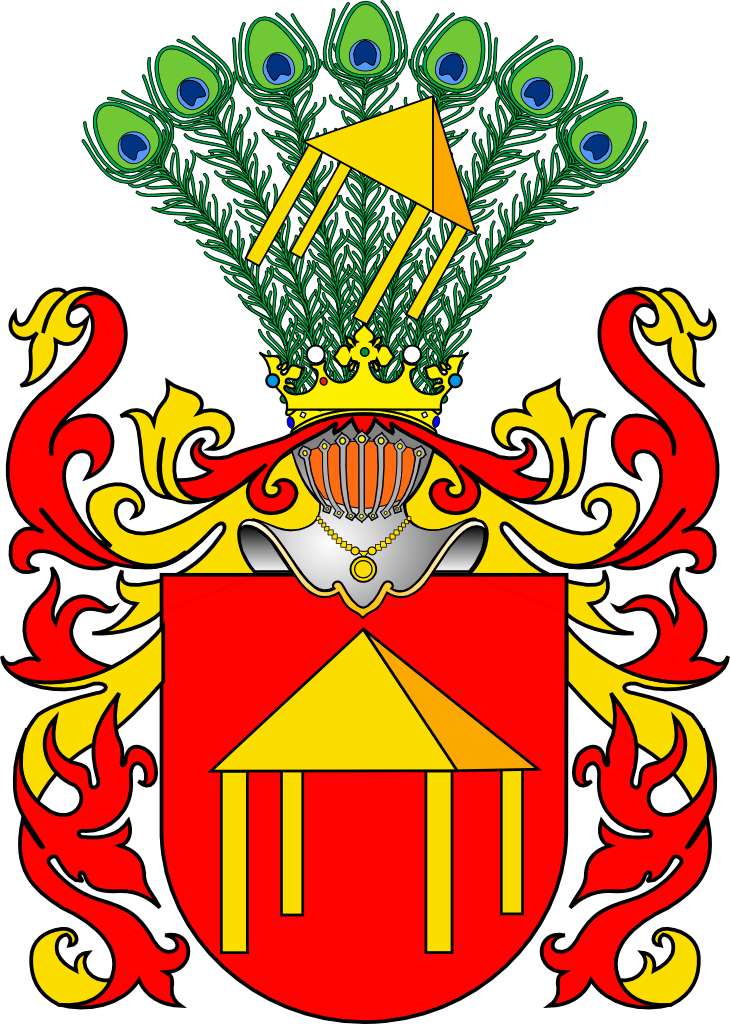
Nowszy herb rodu Holly.

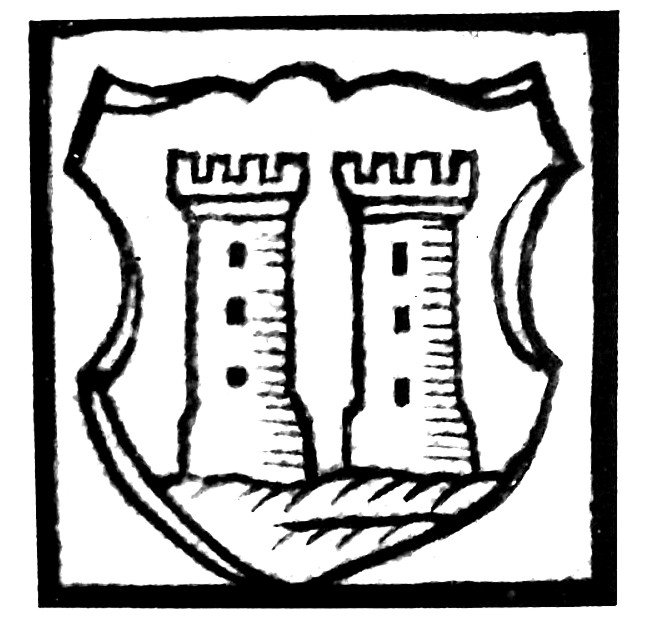
Herb wolnych baronów z rodu Welczek.

Czuchów przez długie wieki należał do rodu Holly. W najstarszych dokumentach figuruje Mikołaj Holly, który pełnił urząd marszałka i radcy księżnej Małgorzaty. Stopniowo nabywał on dobra – żona Zofia zapisała mu wieś Ponięcice, nabył Sławików, posiadał także Pilchowice i liczne inne dobra ziemskie. Jego syn – Jan Holly na Pilchowicach wymieniany jest w dokumencie z 1478 r. jako rotmistrz wojska polskiego. W 1486 r. zaś jako pełniący urząd marszałka księstwa raciborskiego, a w 1494 r. występuje jako opiekun dzieci księcia Jana Opawskiego. Był właścicielem Wilczej, gdyż w 1486 r. ustanowił na niej roczny czynsz w wysokości 7 ½ ciężkiej marki z kapitału 75 marek na utrzymanie altarzystów gliwickich. Jego potomkowie posiadali Czuchów w kolejnych wiekach: Jerzy Holly do śmierci przed 1604 r., Balzer Holly – I poł. XVII w., Jan Holly alias Czuchowski.
Według dokumentu „Taxa und Aestimation Beider Herzogthumer Opplen und Ratibor” sporządzonego przez Jana Putzen von Adlerthurm na polecenie cesarza Ferdynanda III w 1644 roku właścicielem zamku w Czuchowie był Baltazar Holly. Ród Holly dość w 1644 r. miał co najmniej 11 wsi, m.in. Dębieńsko Stare (Henryk Holly), Pilchowice (Jerzy Holly), Szczygłowice, Bełk (Jan Holly), Rachowice.
Następnie miejscowość posiadali Rogojscy. Piotr Antoni Rogojski, sprzedał ją Janowi Bujakowskiemu – dziedzicznemu panu na Paniowach. Następnym właścicielem Czuchowa był Jan Józef Bujakowski. Od 1750 roku dobra ziemskie Czuchów wraz ze Szczygłowicami należały do Jana von Kalinowski, który posiadał je z pewnością jeszcze w 1784 roku, gdyż jest wymieniany w tymże roku jako właściciel przez Zimmermanna.
Czuchów zamieszkiwało w 1784 r. 139 osób, a już w 1818 r. 311 mieszkańców. Jego właścicielem łącznie z folwarkiem w 1784 r. był Jan von Kalinowski. Miejscowość posiadała 2 młyny znajdujące się nad rzeką Bierawką.
Następnie miejscowość przeszła w ręce rodu baronów Welczek, do których należała do końca XIX wieku.

### XIX w.
W okresie od 1784 r. do 1818 r. zaszły spore zmiany w strukturze ludności Czuchowa. Liczba kmieci, czyli bogatych mieszkańców wsi, którzy uprawiali przynajmniej jeden łan ziemi zarówno w 1784 r., jak i 1818 r. pozostała ta sama i wynosiła 10. Natomiast liczba zagrodników – chłopów posiadających niewielką część ziemi spadła z 24 (1784) do 11 (1818). W 1818 r. Czuchów zamieszkiwało również 16 chałupników.
Około 1835 roku w Czuchowie powstała fryszerka występująca pod nazwą huta Henrietta. Urządzenie to po pożarze około 1840 r. nie zostało już odbudowane. W zespole rzecznym Bierawki, tak jak i na rzece Rudzie zmierzającej do Odry istniały kuźnice: w Ciosku, Czerwionce, Czuchowie, Szczygłowicach i Nieborowicach. Produkty hut, takie jak: piły, żelazo prętowe, kosy, sierpy, młotki, gwoździe i inne wyroby sprzedawano na targach w pobliskich miastach, m.in. w Raciborzu, Rybniku, Żorach.
J. G. Knie w wydanym we Wrocławiu w 1845 r. „Alfabetyczno-statystyczno-topograficznym przeglądzie wsi, miasteczek i miast...” podaje również, miejscowość położona jest 1 i 5/8 mili na północny wschód od Rybnika, najbliższa poczta znajduje się w mieście powiatowym, dziedziczny sąd nad wsią sprawuje Karol baron von Welczek oraz sędzia Scuta z Rud Wielkich. W Czuchowie znajduje się 71 domów, zamek pański, jeden folwark we wsi i jeden poza nią. Wieś zamieszkuje 606 mieszkańców z czego pięciu to ewangelicy. Najbliższy kościół katolicki znajduje się w Dębieńsku, szkoła katolicka jest dla obu wsi – Czuchowa i Dębieńska i uczy w niej jeden nauczyciel. W Czuchowie według Knie w 1845 roku znajdował się także młyn wodny, tartak oraz cegielnia, a także pozostałości świeżarki pańskiej, która po pożarze nie została odbudowana. Wymienia także folwarki należące do Czuchowa: blisko na północy folwark Czuchowa, na południowym zachodzie folwark Pluschkowitz oraz folwark Czuchowina.
Drugim równie cennym opisem Czuchowa jest opis Felixa Triesta zawarty w „Topograficznym kompendium Górnego Śląska” (Topographisches Handbuch von Oberschlesien) wydanym we Wrocławiu w 1865 r. Według Triesta Czuchów w 1865 r. położony był 1 2/3 mili na północny wschód od Rybnika. Do dóbr Pana Heczko należało 2412 morgów, pól wiejskich 1287 morgów. W Czuchowie uprawiano głównie żyto, owies oraz ziemniaki. Wieś leżała porozrzucana w grupach. Przy dominium znajdowała się nie działająca huta (świeżarka) i tartak.
Przez stulecia dzieci mieszkańców Czuchowa uczęszczały do szkoły w Dębieńsku, której początki sięgają założenia parafii, była to bowiem szkoła przyparafialna. Parafia wielkodębieńska została założona w XIII w., natomiast pierwsze pisane wzmianki o niej pochodzą z XIV w.
Wieś posiadała przygotowaną około 1800 r., a w 1852 r. nowo wybudowaną szkołę do której uczęszczało 125 dzieci mówiących po polsku. Na terenie Czuchowa (bez folwarków i kolonii przynależnych do wsi) znajdowało się wówczas 150 zabudowań mieszkalnych z 765 mówiącymi po polsku mieszkańcami -„In Czuchow befinden sich 150 Haushaltungen mit 765 polnisch Sprechenden(...).”. We wsi było 37 koni, 118 sztuk bydła wołowego, 300 owiec, 21 świń oraz 5 kóz. Do Czuchowa przynależał folwark Blaschkowitz złożony z 5 gospodarstw, w których mieszkały 23 osoby mówiące po polsku oraz folwark Czuchów Środkowy (Mittel Czuchow) złożony z 7 gospodarstw, w których mieszkało 41 osób mówiących tylko po polsku. Do dóbr należała także wyszczególniona Huta Henrietta (Henriettenhütte) z dwoma gospodarstwami, bez bydła. Dochody z tytułu podatków ze wsi Czuchów przedstawiały się następująco: podatki gruntowe – 96 talarów, podatki od domów 13 talarów, podatki od roli 215 talarów oraz 20 talarów podatku przemysłowego.
W latach 1845–1880 liczba mieszkańców Czuchowa z 606 (Knie) wzrosła do 849, z czego 752 było mieszkańcami gminy, a 97 dworu (dane spisu ludności z 1 grudnia 1880 r.).

### XX w.

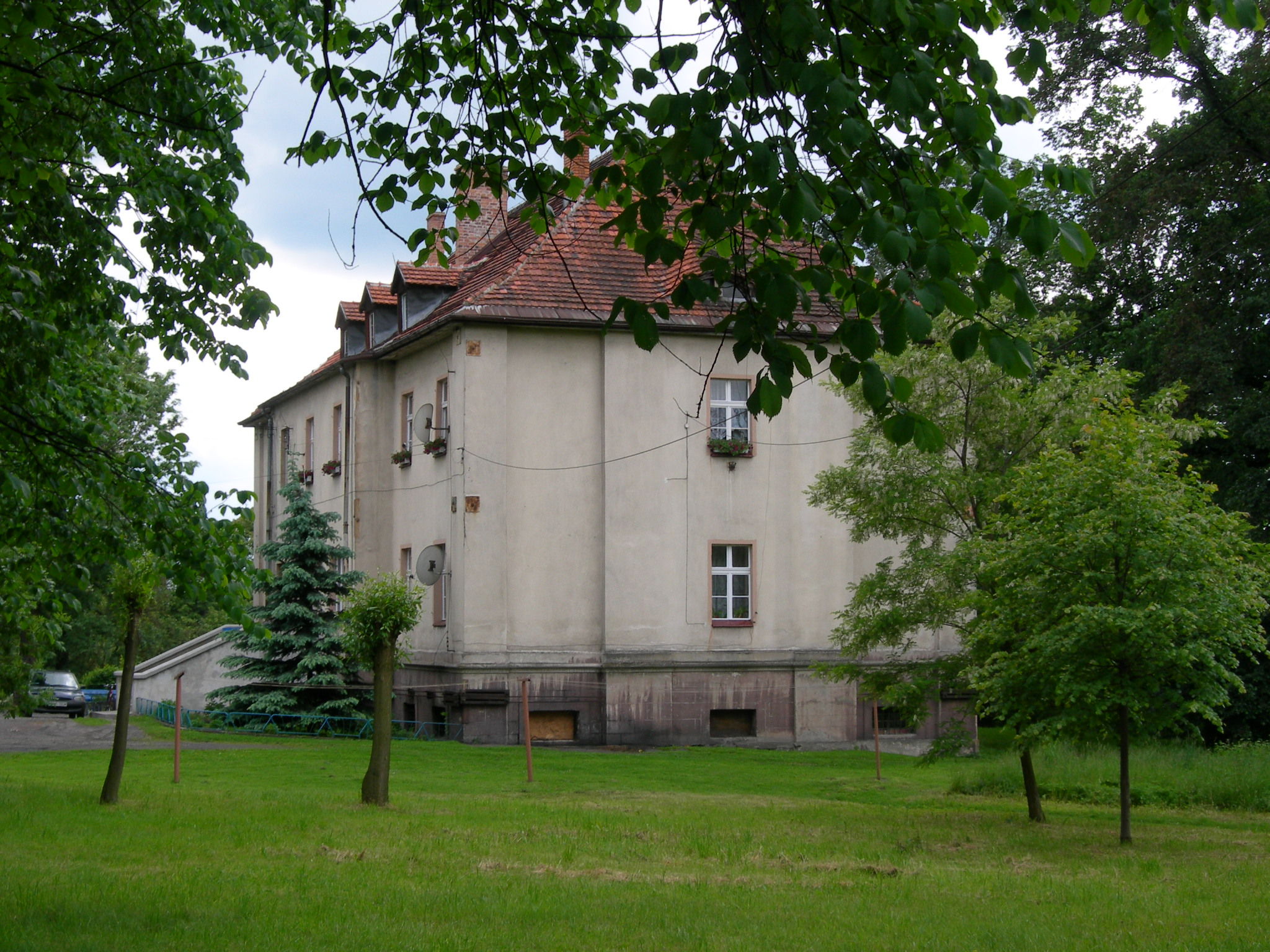
Zamek w Czuchowie, 2006

7 czerwca 1902 r. skarb państwa pruskiego odkupił Knurów wraz z Czuchowem od kupca katowickiego Gwidona Frenzel, który nabył te miejscowości za 500 tysięcy marek, płacąc za nie 1 mln 730 tys. marek. Powodem dla którego państwo pruskie zapłaciło tak dużo był fakt odkrycia na tym terenie bogatych złóż węgla kamiennego. Na początku XX w. wykonano na terenie Czuchowa kilka otworów wiertniczych, które miały służyć zbadaniu zalegających tutaj pokładów węgla. Otwór badawczy, nazywany w księgach górniczych Czuchów II, drążony był od 10 listopada 1906 r. do 26 lutego 1909 r. Jego głębokość osiągnęła 2240 m. Podczas głębienia otworu przewiercono 118 pokładów węgla kamiennego. W latach międzywojennych był to najgłębszy otwór wiertniczy na świecie.
Od 1908 r. dawnym zamku funkcjonował szpital Spółki Brackiej. Szpital w Czuchowie przeznaczony był do leczenia około 50 osób.
Kolejnym źródłem informacji o Czuchowie jest „Kompendium posiadłości ziemskich w Rzeszy Niemieckiej” (Handbuch des Grundbesitzes im Deutschen Reiche) wydane w Mikołowie w 1922 r., a opracowane na podstawie spisu z 1 grudnia 1916 r. Nadzór nad dominium sprawował Państwowy Zarząd Górniczy (Staatlische Bergwergdirektion) z siedzibą w Zabrzu, osobą odpowiedzialną był von Velsen oraz Wyższa Rada Górnicza (Oberbergrat) z siedzibą w Knurowie, a administratorem był Ganse. Zanotowano również stan posiadania dominium: 57 koni, 170 sztuk bydła z czego 72 stanowiły krowy mleczne oraz 125 świń. W 1916 r. nie hodowano w Czuchowie owiec w przeciwieństwie do danych z 1845 roku (Knie) gdzie wyszczególniono liczbę 300 sztuk.

### Okres II Rzeczypospolitej
Mieszkańcy Czuchowa wykazali dużą aktywność w okresie międzywojennym. W 1919 r. utworzono w Czuchowie Związek Towarzystw Polek, a następnie Towarzystwo Młodych Polek. Członkinie tych organizacji wyróżniały się tym, że nosiły duże czerwone chusty. 18 lutego 1919 r. ukonstytuował się miejscowy chór im. Jana Kochanowskiego, który 21 maja 1919 r. został przyjęty do Związku Śląskich Kół Śpiewaczych. Liczył on początkowo 64 członków. Od 1930 r. obok chóru im. J. Kochanowskiego w Czuchowie rozpoczął działalność zespół śpiewaczy Moniuszko. W okresie późniejszym chór im. Kochanowskiego zawiesił swoją działalność, którą wznowił dopiero w 1958 r. zmieniając równocześnie nazwę na Echo. Do dawnej nazwy członkowie chóru powrócili w 1962 r. i odtąd prowadził on działalność aż do 1981 r. Organizacje te spełniały szczególnie ważne funkcje, zwłaszcza w okresie plebiscytu w 1921 roku.
Do udziału w plebiscycie w Czuchowie upoważnionych było 985 osób, z czego 898 było mieszkańcami Czuchowa, 30 było mieszkańcami, którzy nie urodzili się w Czuchowie, a 57 w Czuchowie nie mieszkało. Łącznie oddano 959 głosów, z czego dwa głosy zostały uznane za nieważne. Za Polską głosowały 662 osoby – ponad 68%, a za Niemcami 305 – ponad 31% uprawnionych.
W pierwszych latach przynależności do Państwa Polskiego właścicielem Czuchowa stał się koncern Skarboferm. Słaby rząd polski starał się uzyskać poparcie mocarstw Ententy w sprawie śląskiej za cenę daleko idących koncesji gospodarczych. W tym celu w listopadzie 1920 roku do Paryża udał się delegat rządu docent Artur Benis z upoważnieniem, aby Entencie (względnie poszczególnym jej członkom, a przede wszystkim Francji) „ofiarować w razie potrzeby na własność wszystkie dobra skarbowe na Górnym Śląsku (kopalnie, huty i pola węglowe), eksploatację mającego się w Polsce monopolu węglowego, a nawet rządowe kopalnie i tereny w Brzeszczach i Spytkowicach oraz inne koncesje.
Jednak obawa francuskich kapitalistów przed zbytnim angażowaniem się na niepewnym jeszcze polskim gruncie sprawiła, że nie wszystkie proponowane transakcje doszły do skutku. Zrealizowano jednak wydzierżawienie francusko-polskim spółkom akcyjnym „Skarboferme” i „Tarnoferme” państwowych kopalń węgla na Górnym Śląsku, które miały przypaść Polsce, oraz kopalni i huty ołowiu i srebra „Fryderyk” w Strzybnicy.
Spółka pod nazwą „Polskie Kopalnie Skarbowe na Górnym Śląsku, Spółka Dzierżawna, Spółka Akcyjna w Katowicach”, zwana w skrócie „Skarboferme”, później „Skarboferm” powołana na mocy umów podpisanych przez Benisa z przedstawicielami rządu francuskiego, została założona formalnie 25 lutego 1922 r. 9 września 1922 r. została podpisana umowa pomiędzy rządem polskim a „Skarbofermem” w sprawie wydzierżawienia przez Spółkę na okres 36 lat (ściśle do 31 grudnia 1958 roku) przejętych przez Polskę kopalń „Król”, „Bielszowice”, i „Knurów” wraz z przynależnymi do nich zakładami pomocniczymi oraz majątkami ziemskimi.

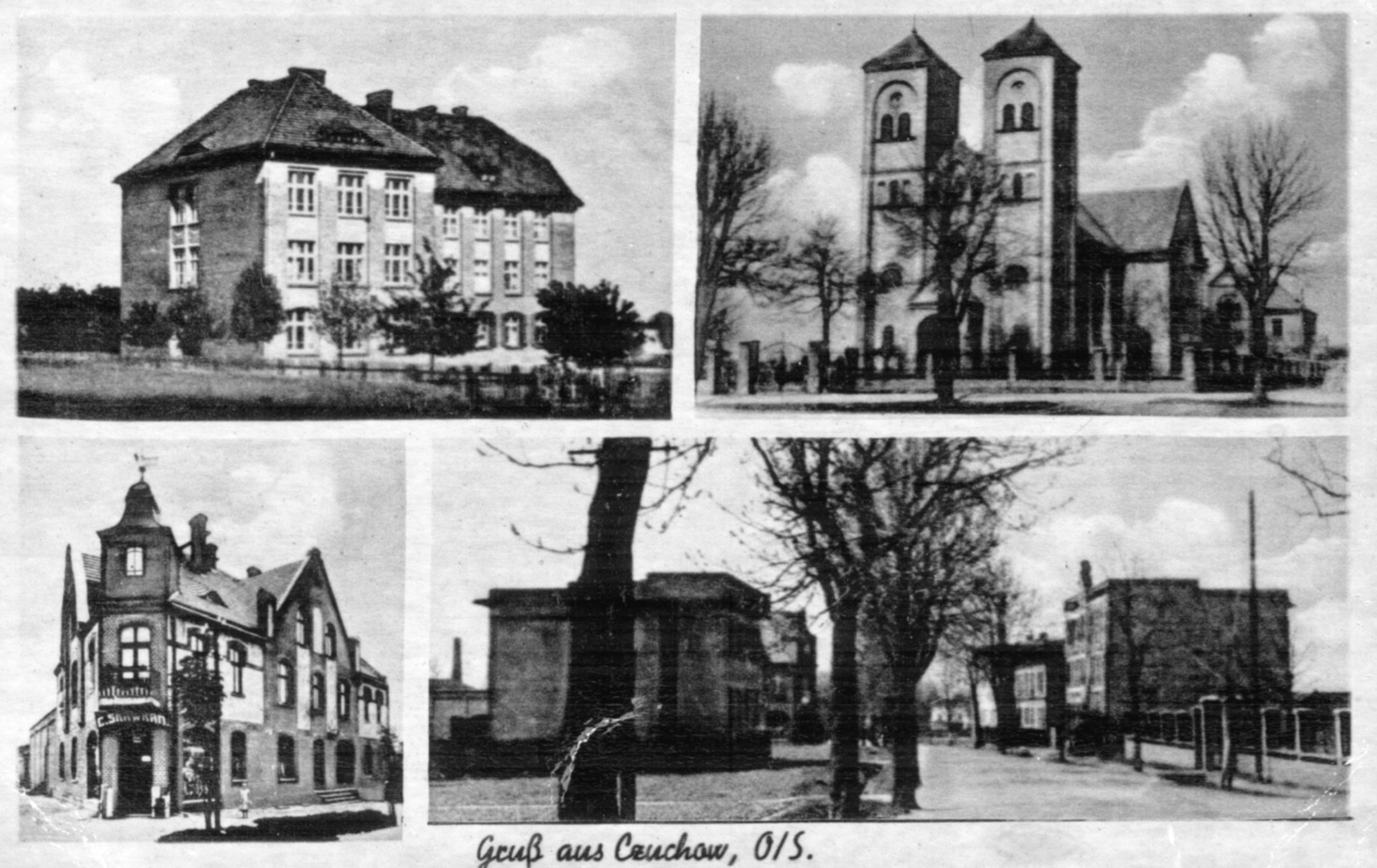
Pocztówka z Czuchowa z lat 30.

Po zajęciu przez wojska niemieckie we wrześniu 1939 roku Górnego Śląska majątek dzierżawiony przez „Skarboferm” został wzięty pod zarząd „Haupttreuhandstelle Ost”. Od tego czasu spółka „Skarboferm” istniała tylko w rejestrach handlowych.
W okresie od plebiscytu do II wojny światowej Czuchów był wsią i gminą. Jej długoletnim naczelnikiem był Teofil Biela. W 1929 r. Czuchów liczył już 2740 mieszkańców (Polish Business Directory Project, wyd. 1929). Na jego terenie były następujące działalności gospodarcze i przemysłowe: przedsiębiorstwo budowlane J. Piperka, cegielnia H. Neumana, kowale: J. Chwołka oraz W. Kulik, krawcy: J. Buchcik, W. Olesz, młyn Pikaszewskiego, piekarnia P. Wentlandta, sklepy z różnymi towarami: E. Kostki, B. Kunce, Mülera, A. Opiołka, F. Sommera oraz J. Zielonki. Z innych obiektów można wymienić: rzeźników: F. Doleżyk, Kuncel, J. Stefan, szewca J. Buczyńskiego, sprzedawcę wyrobów tytoniowych – T. Beckera oraz zajazdy Wilhelma Pluty oraz R. Sosny.

### Okres II wojny światowej
Podczas II wojny światowej wielu mieszkańców złożyło najwyższą ofiarę – swoje życie – przykładem takiego bohaterskiego postępowanie niewątpliwie jest dawny dyrektor szkoły w Czuchowie – Stanisław Mazanek.
Po zakończeniu działań wojennych wielu mieszkańców Czuchowa zostało wywiezionych do Związku Radzieckiego, gdzie musieli pracować w urągających godności ludzkiej warunkach. Wielu z nich nie powróciło już ze Związku Radzieckiego, a znaczna liczba musiała pracować w łagrach nawet do 15 lat po zakończeniu II wojny światowej.
W 1955 r. wieś Czuchów stała się dzielnicą osiedla Leszczyny, a później miasta Czerwionka.

## Ludność Czuchowa na przestrzeni wieków
| Rok      | Liczba mieszkańców |
| -------- | ------------------ |
| 1784     | 139                |
| 1818     | 311                |
| 1845     | 606                |
| 1855     | 688                |
| 1861     | 844                |
| 1880     | 849                |
| 1910     | 1683               |
| 1929     | 2740               |
| 1936     | 2905               |
| 2001     | 3828               |
| III 2005 | 3785               |

## Herb i pieczęcie Czuchowa
Pierwsze znane wyobrażenie herbowe miejscowości umieszczone jest na najstarszej pieczęci gminy Czuchów sporządzonej po powstaniu powiatu rybnickiego w 1818 r. Przedstawia konia stojącego przy kopie siana i świadczy o rolniczym charakterze wsi. Pieczęć ta i herb nie zmieniła z biegiem lat formy, poza przetłumaczeniem znajdujących się na niej napisów na język polski po plebiscycie.
Pieczęć wykonana po plebiscycie w 1922 r., a używana do 1939 r. ma 39 milimetrów średnicy oraz napis wokół godła: „Gmina Czuchów, powiat Rybnicki”. Herb oddany w barwach powinien mieć zieloną kopę siana, zieloną murawę oraz czerwonego konia na białym tle.

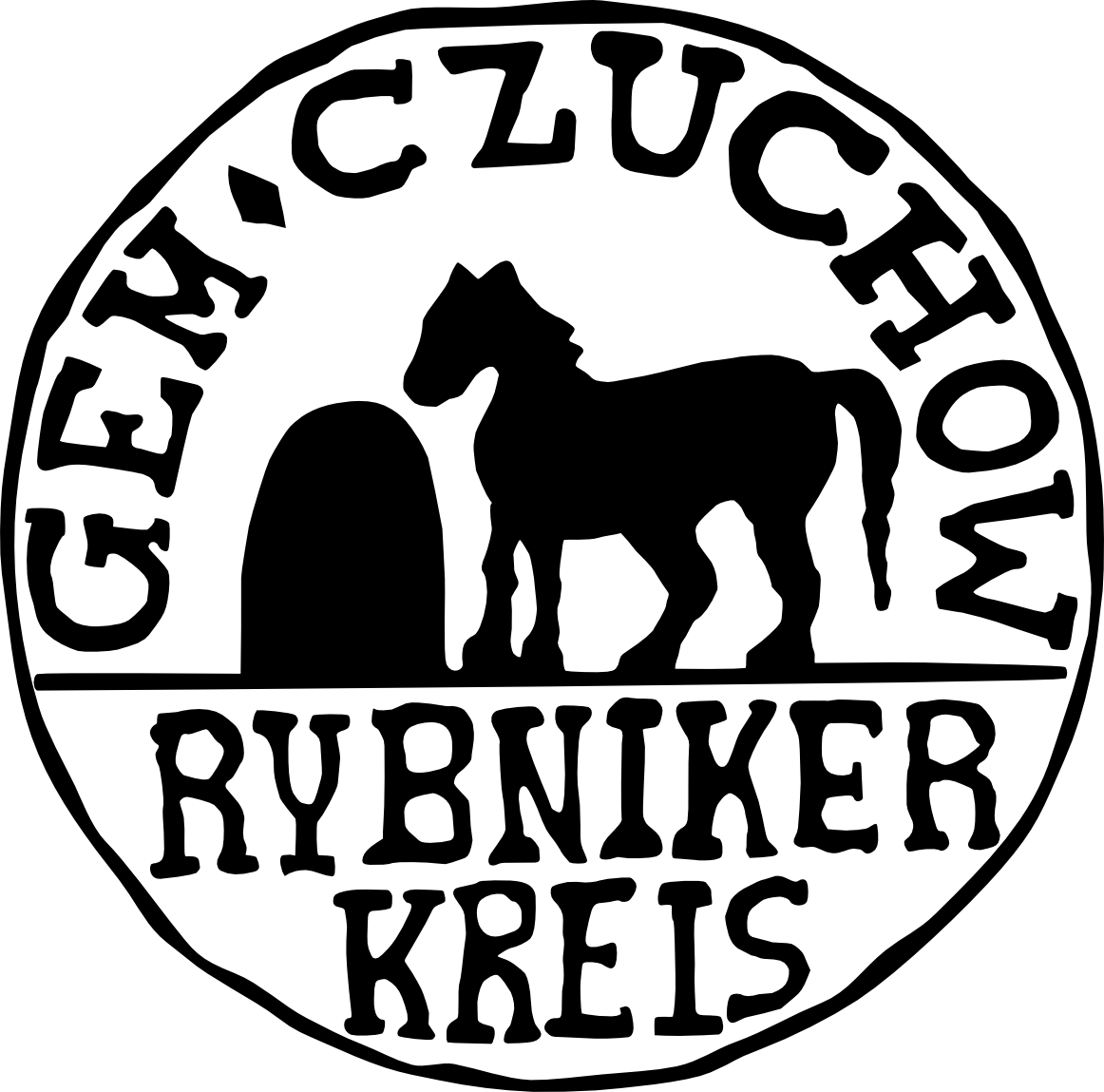
Najstarsza znana pieczęć Czuchowa
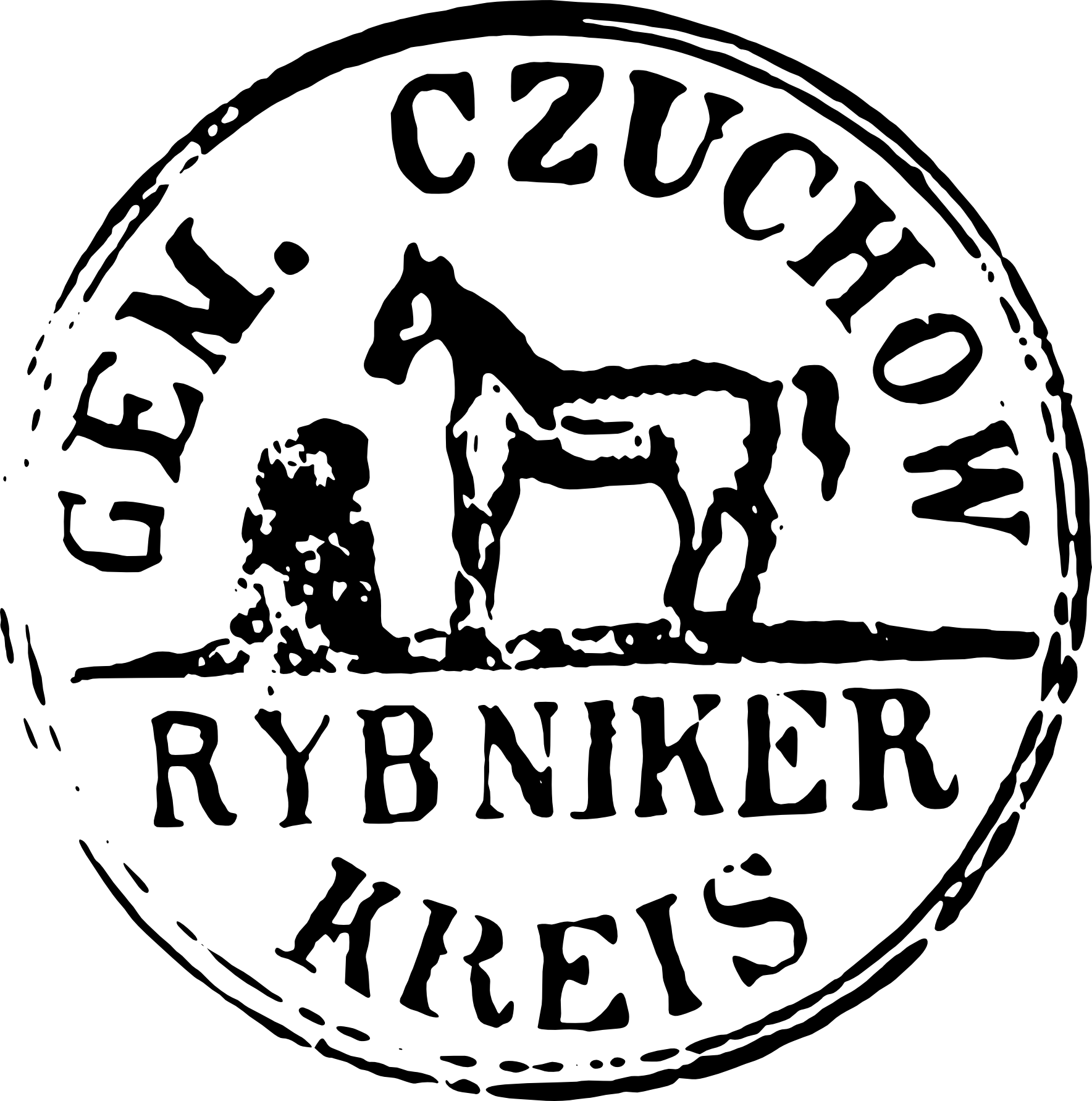
Pieczęć Czuchowa sporządzona ok. 1870 r.
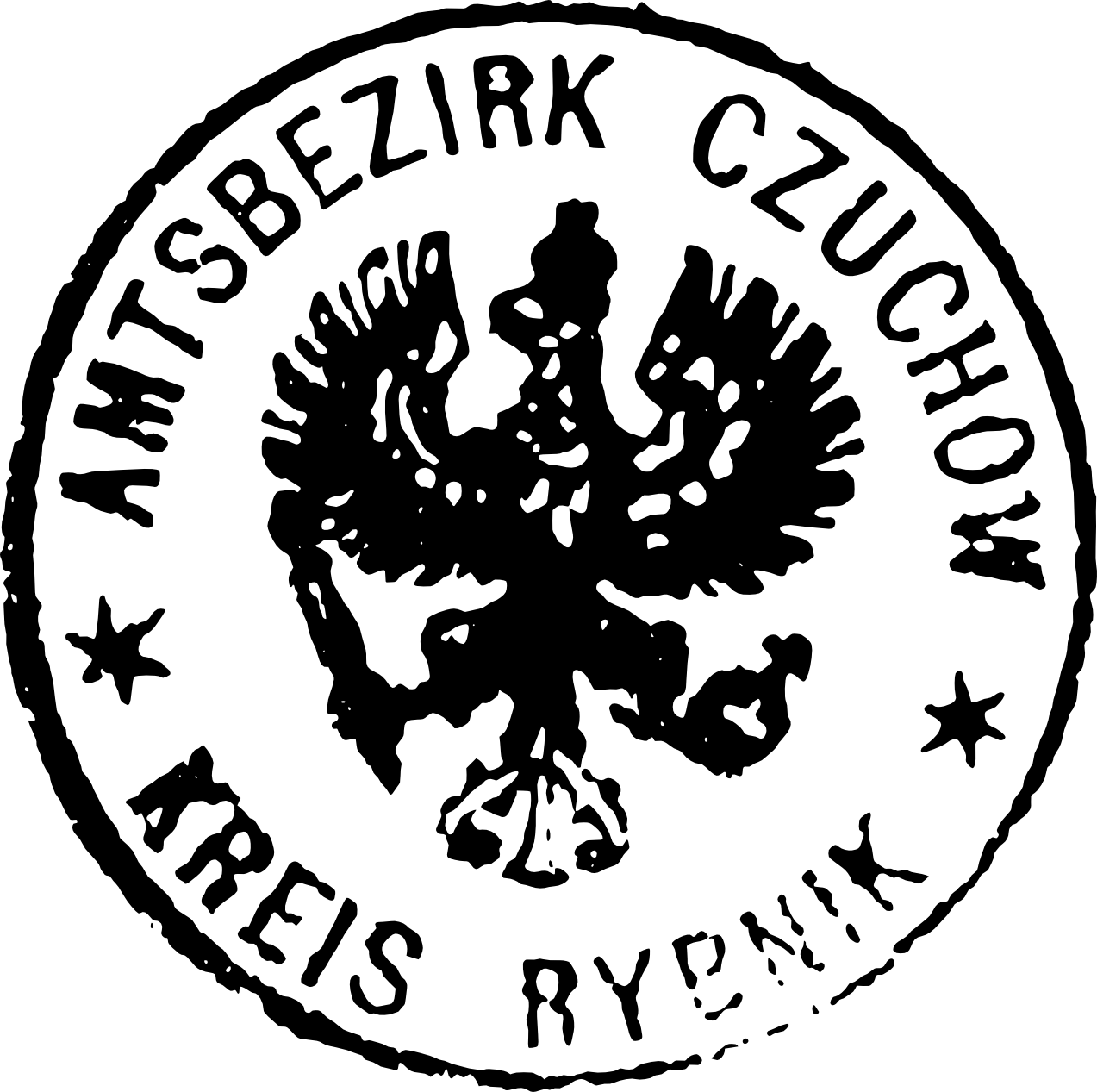
Pieczęć Urzędu Okręgowego w Czuchowie

## Zabytki
- Zamek w Czuchowie

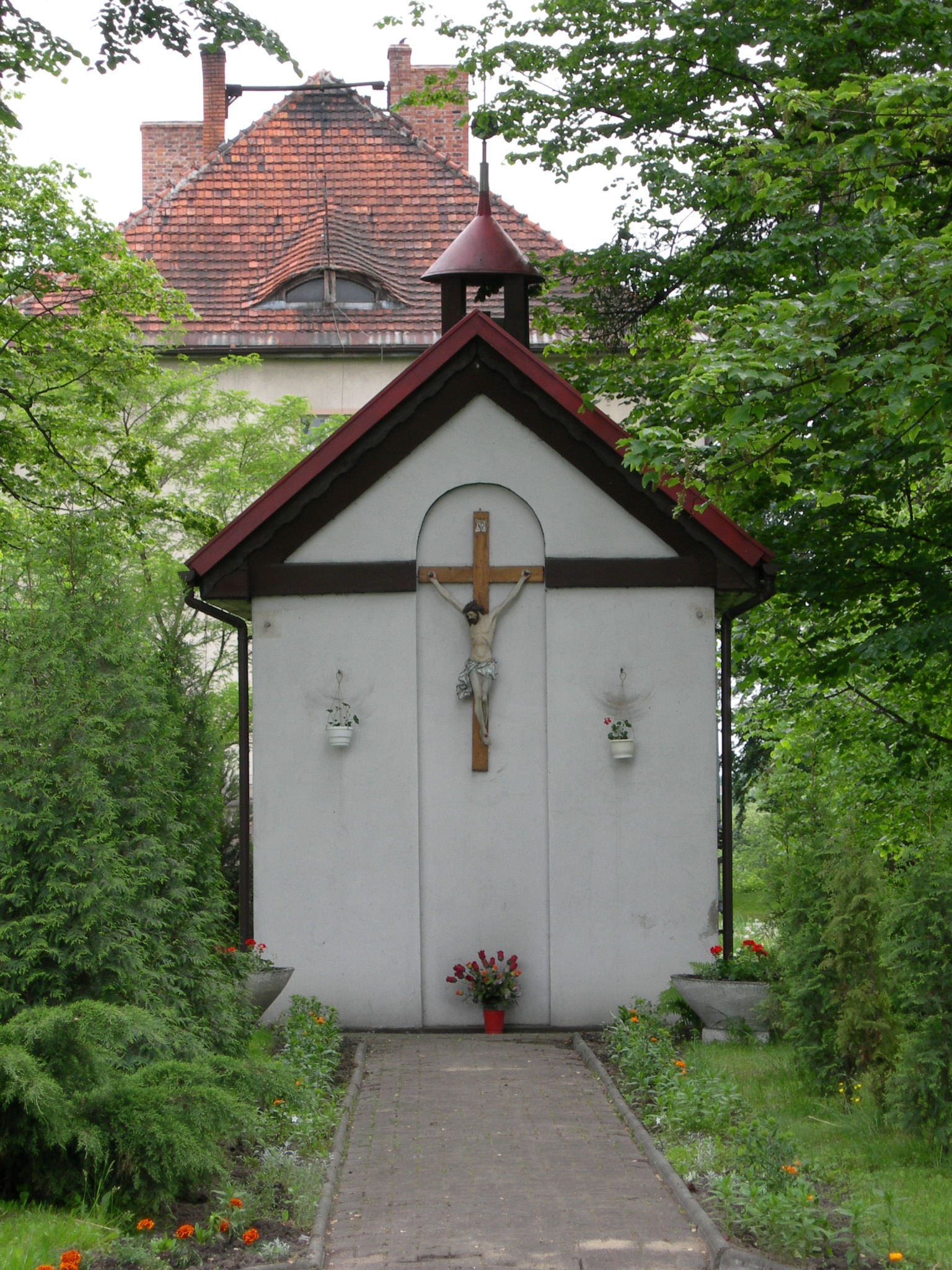
Zabytkowa kapliczka zamkowa.

- Kaplica zamkowa – w parku dworskim znajduje się zabytkowa kapliczka św. Nepomucena pochodząca prawdopodobnie z pierwszej połowy XIX w. W jej wnętrzu umieszczone są figury z pierwszego wystroju kościoła parafialnego: figura Matki Boskiej z Gwadelupe oraz świętej Teresy od Dzieciątka Jezus, której był poświęcony lewy boczny ołtarz w pierwotnym wystroju kościoła parafialnego poświęconego w 1933 r.

## Osoby związane z Czuchowem
- o. dr Hubert Skowronek
- ks. prałat Ludwik Skowronek
- Emil Bartoschek
- Aleksander Mazanek
- Stanisław Mazanek
- Mieczysław Mazanek
- Teofil Biela
- Wilhelm Szewczyk
- Grzegorz Bąk
- Lidia Biela
- ks. prałat prof. dr hab. Antoni Reginek

## Galeria

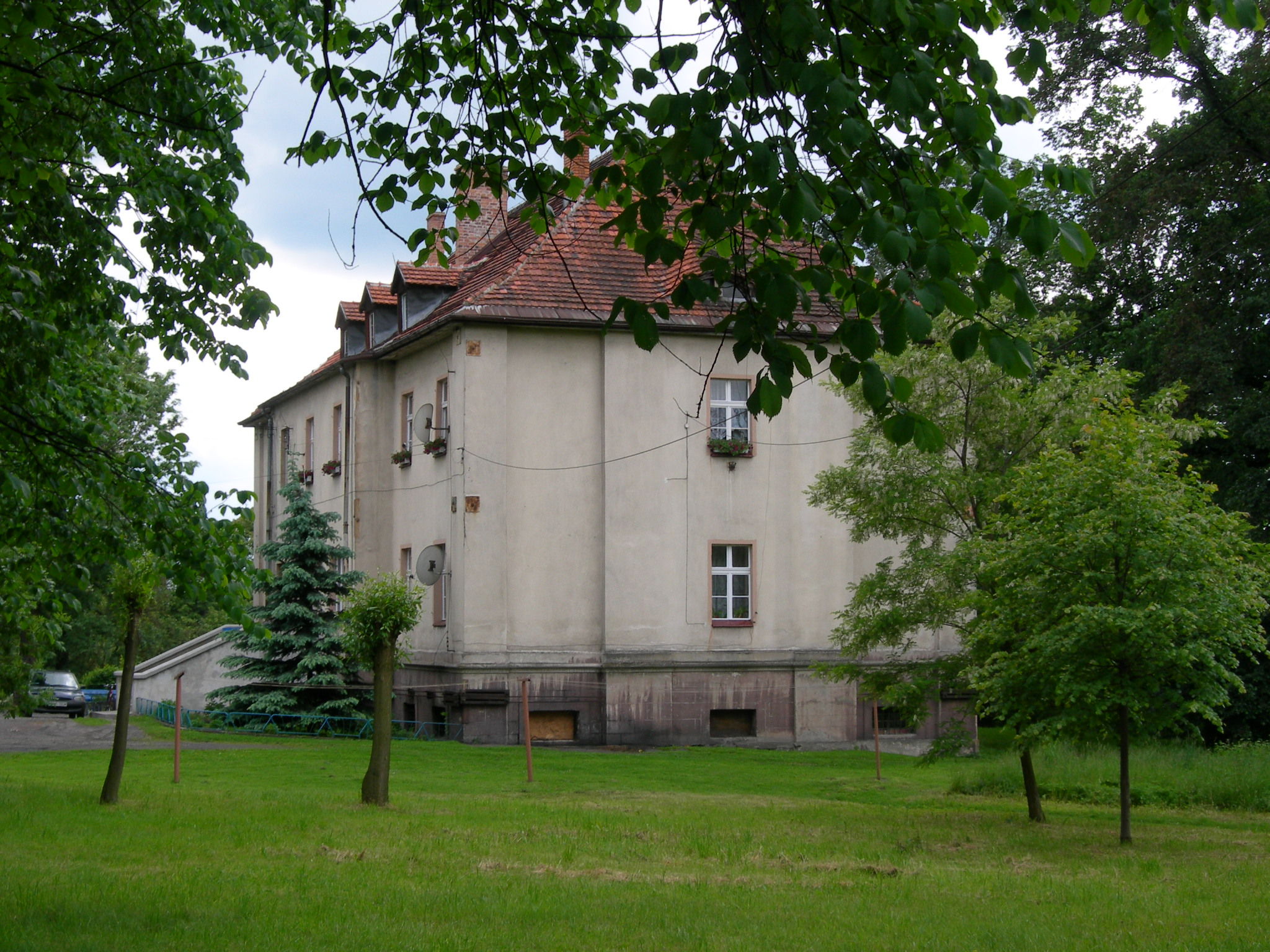
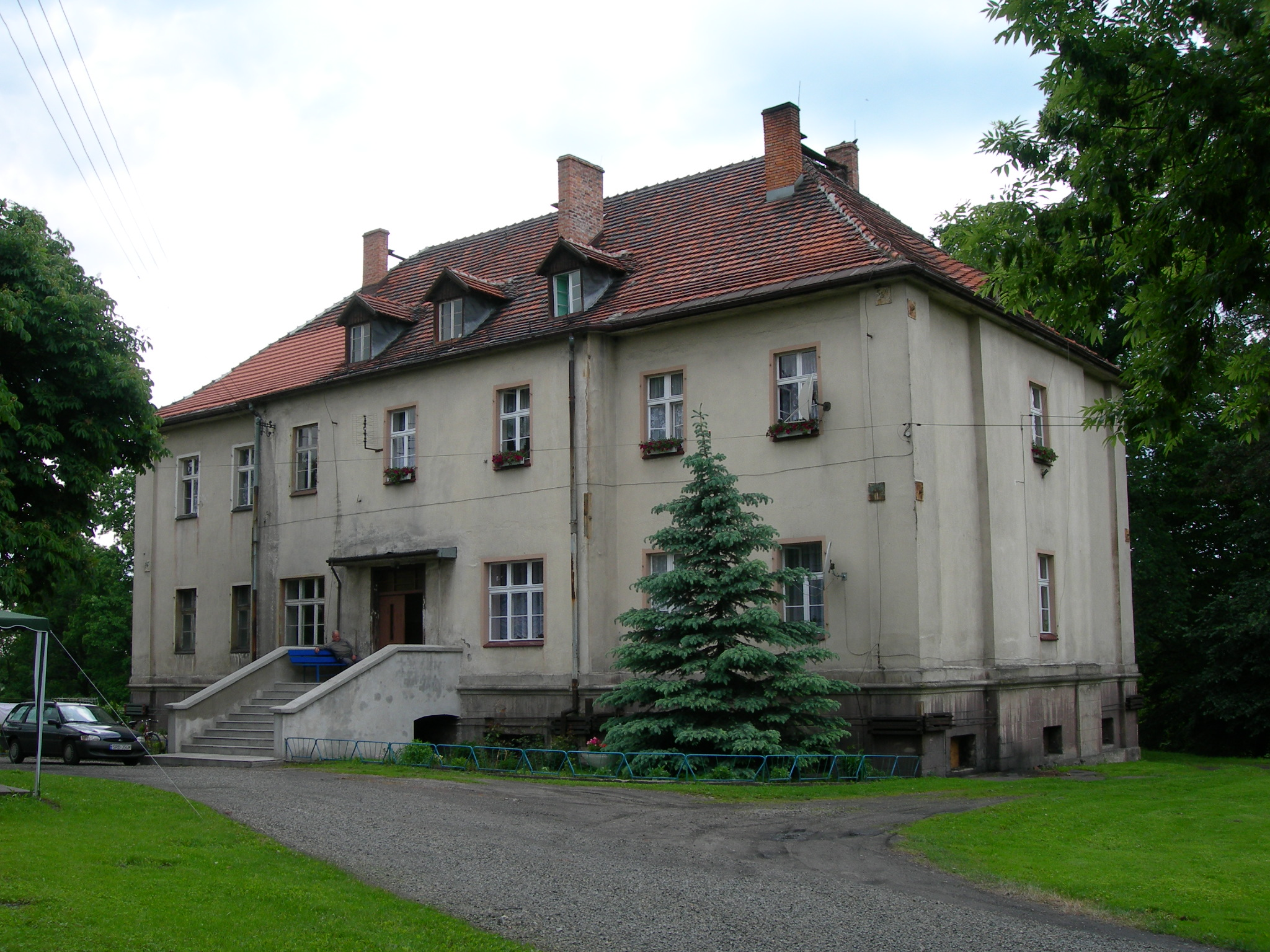
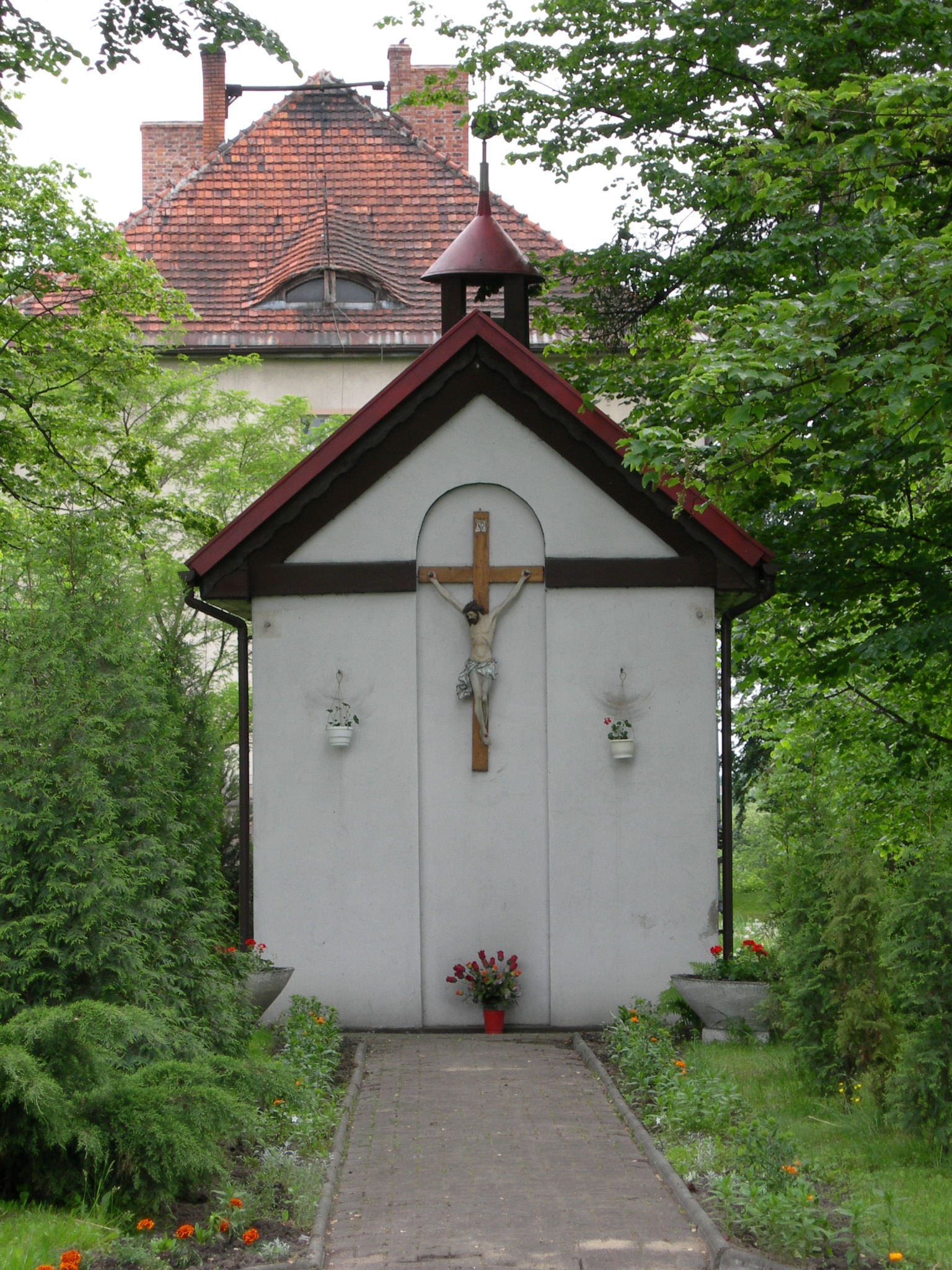
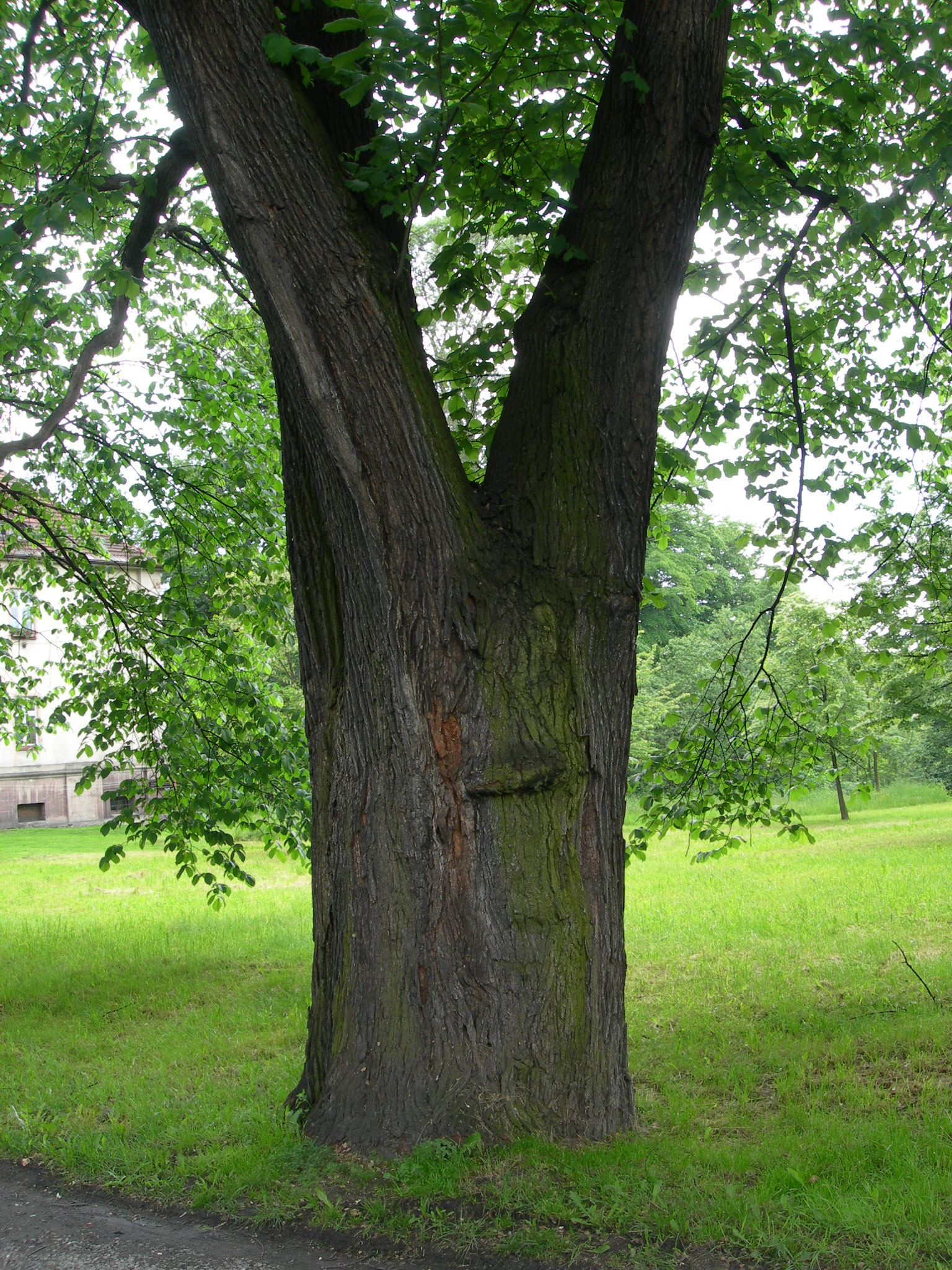
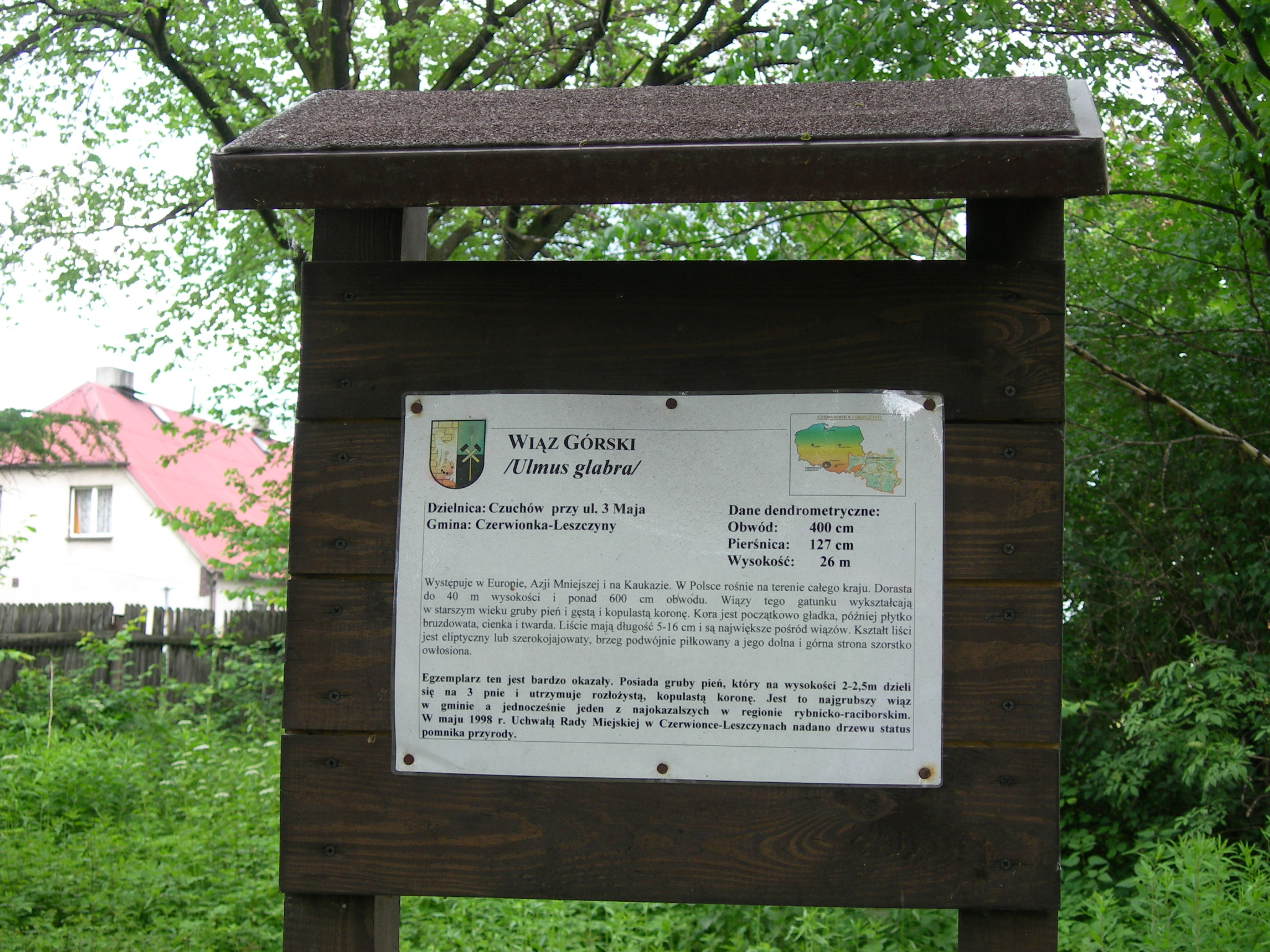
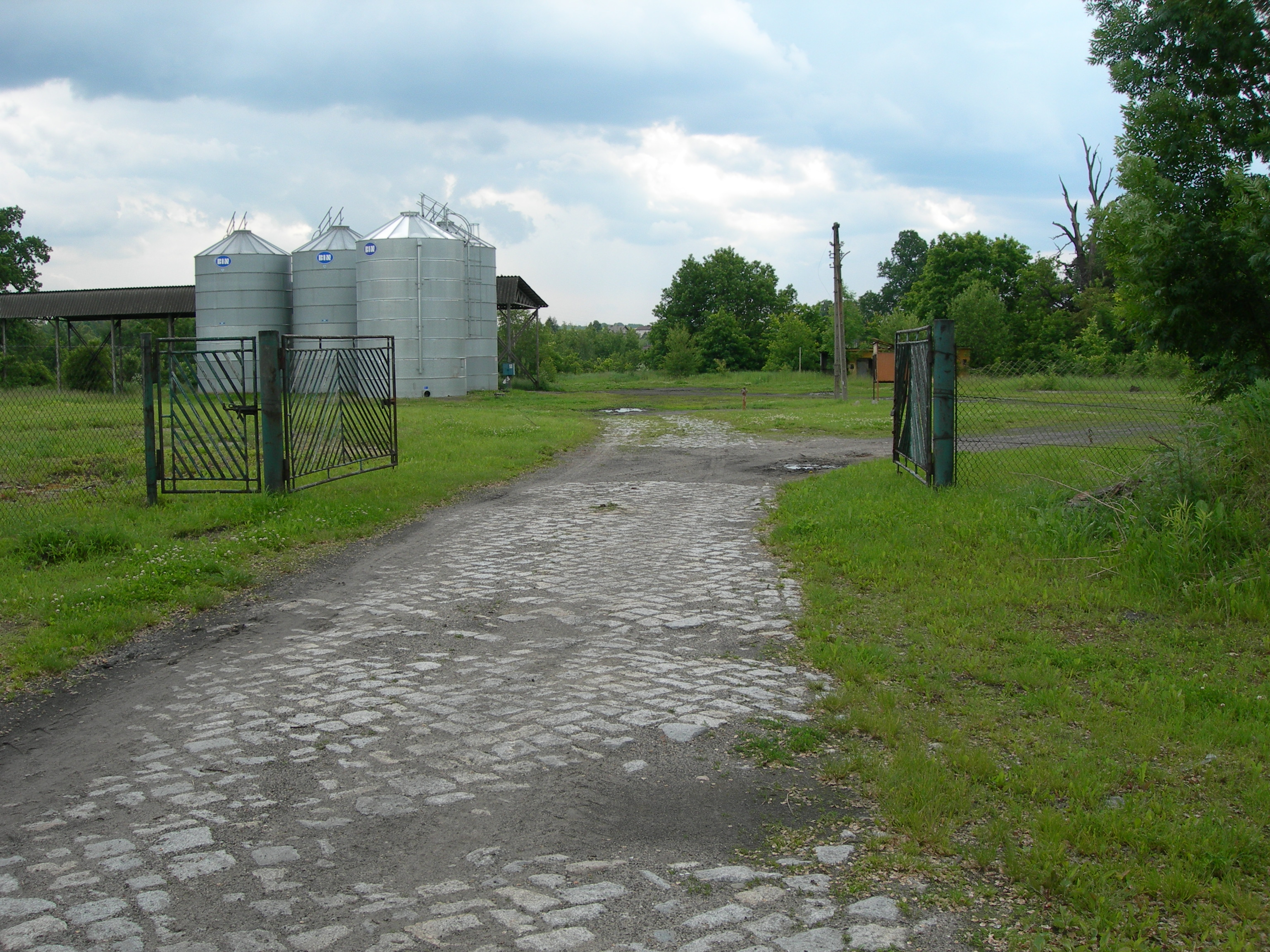
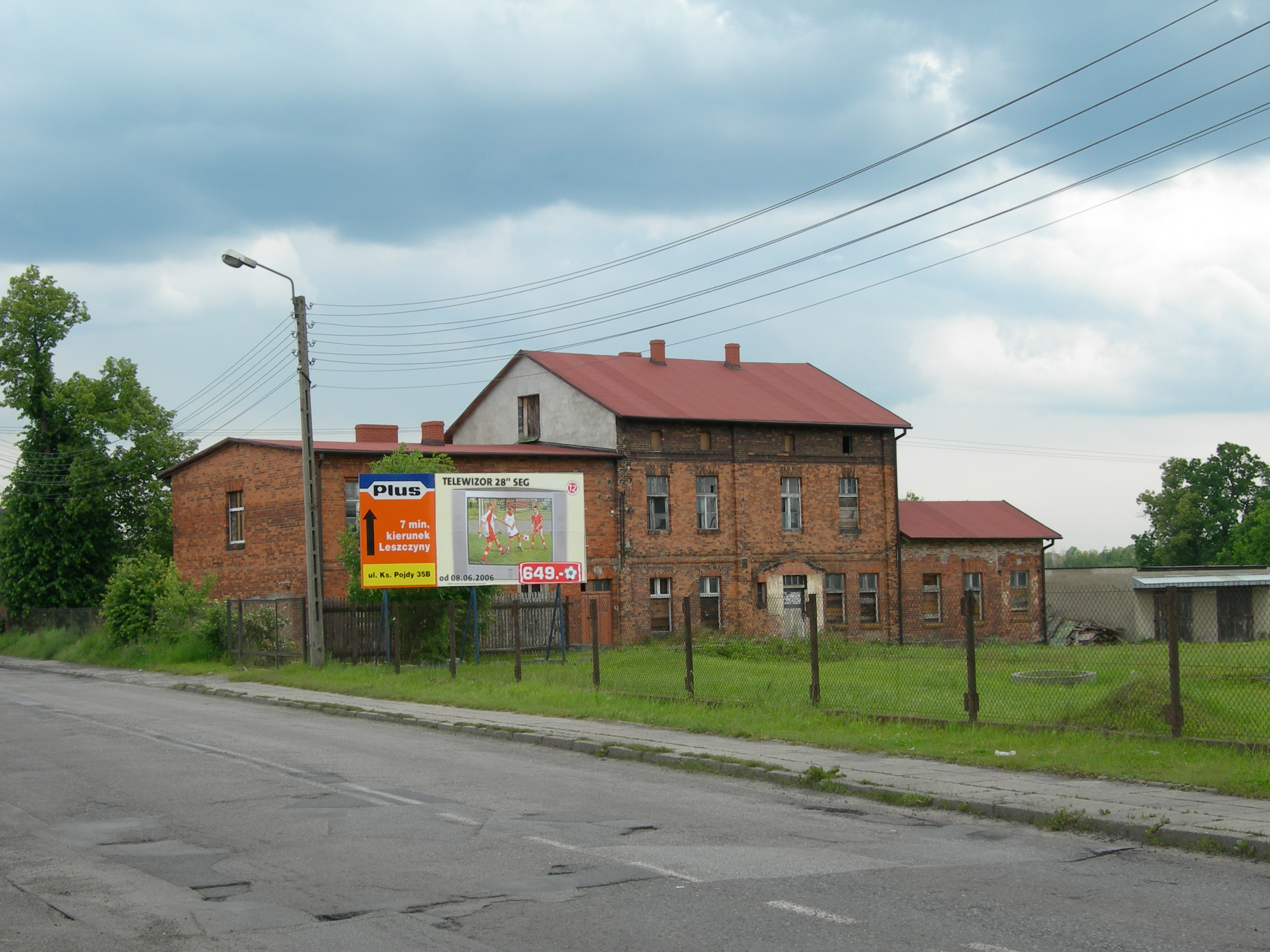
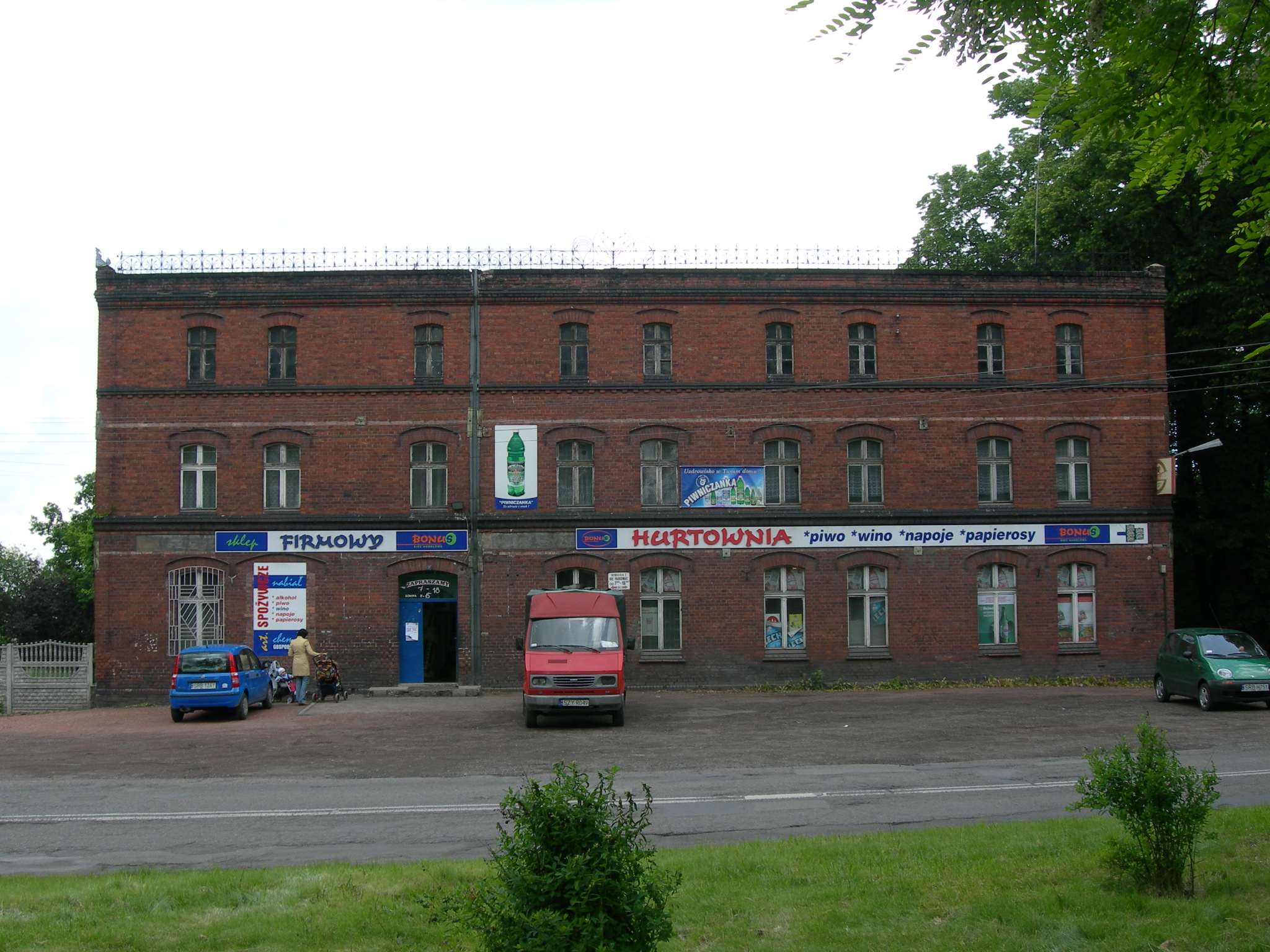
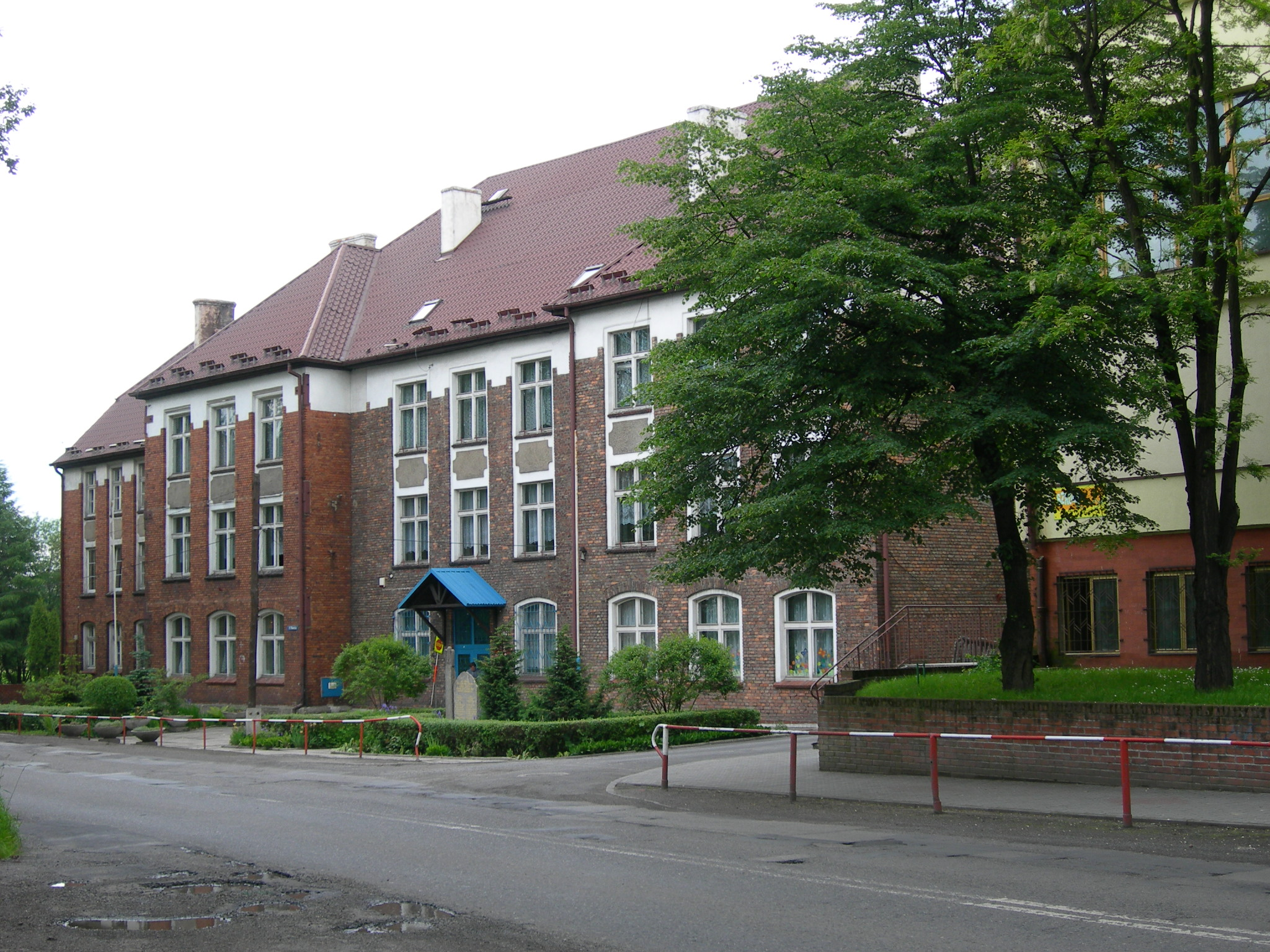
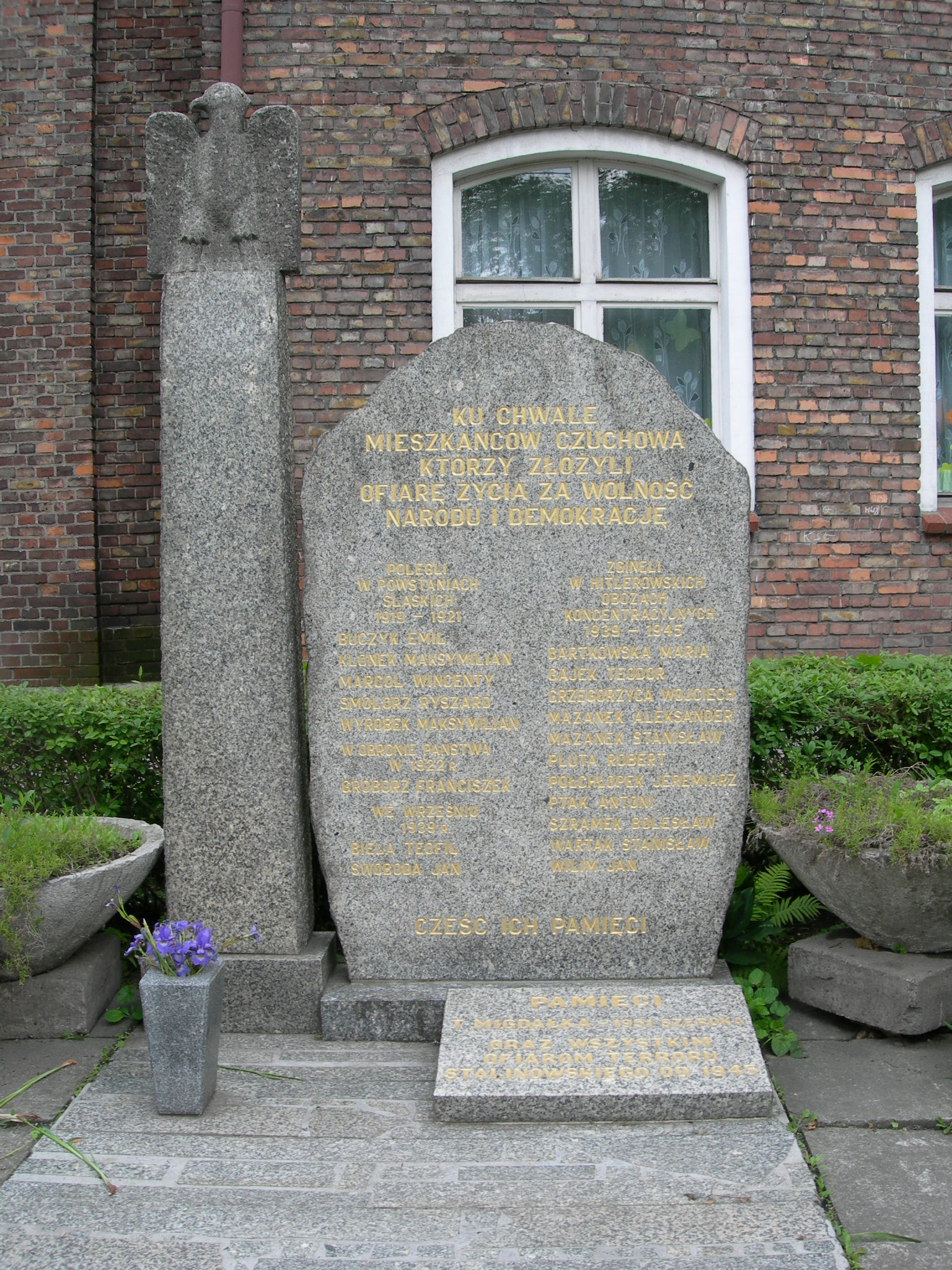
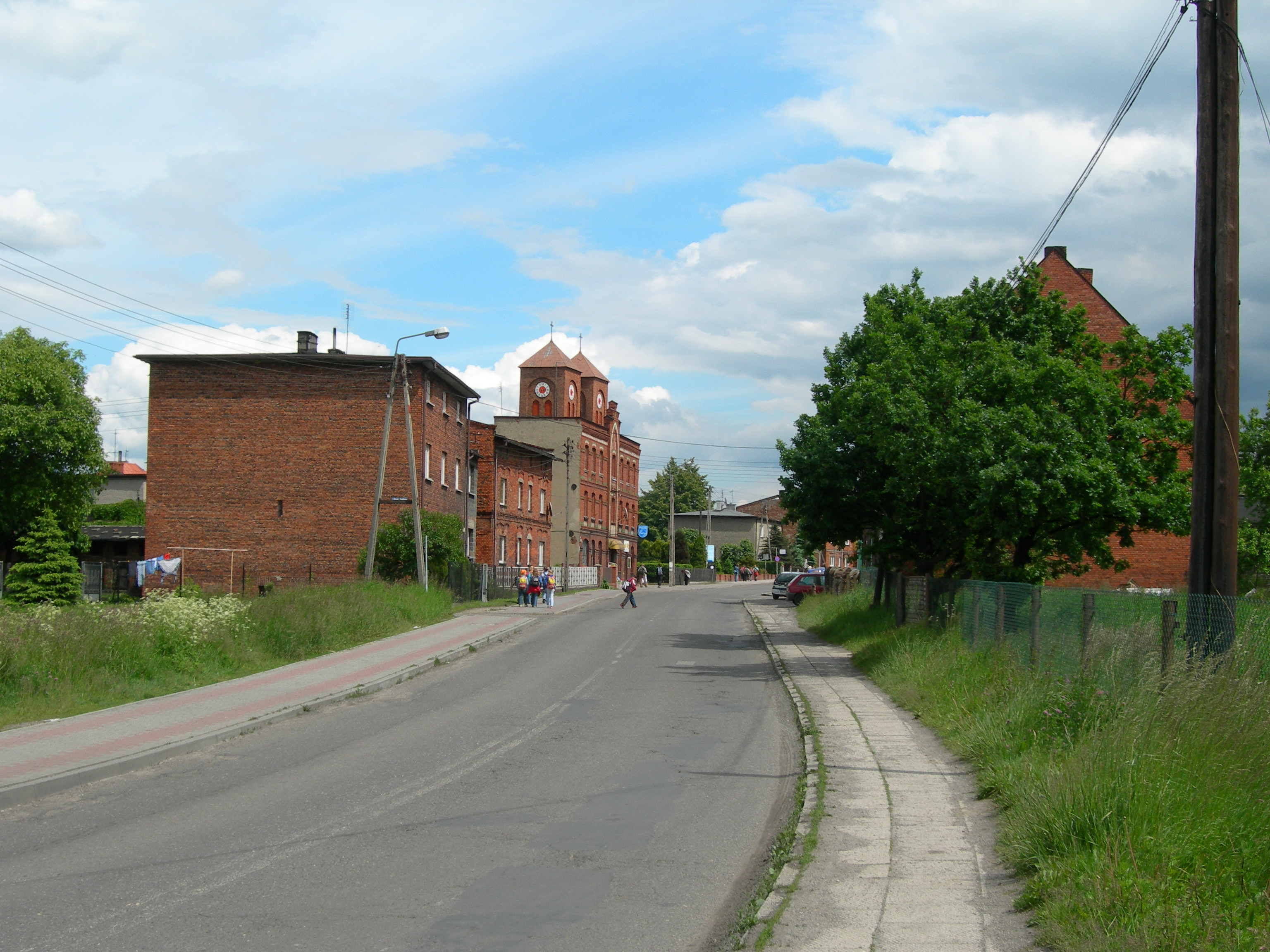
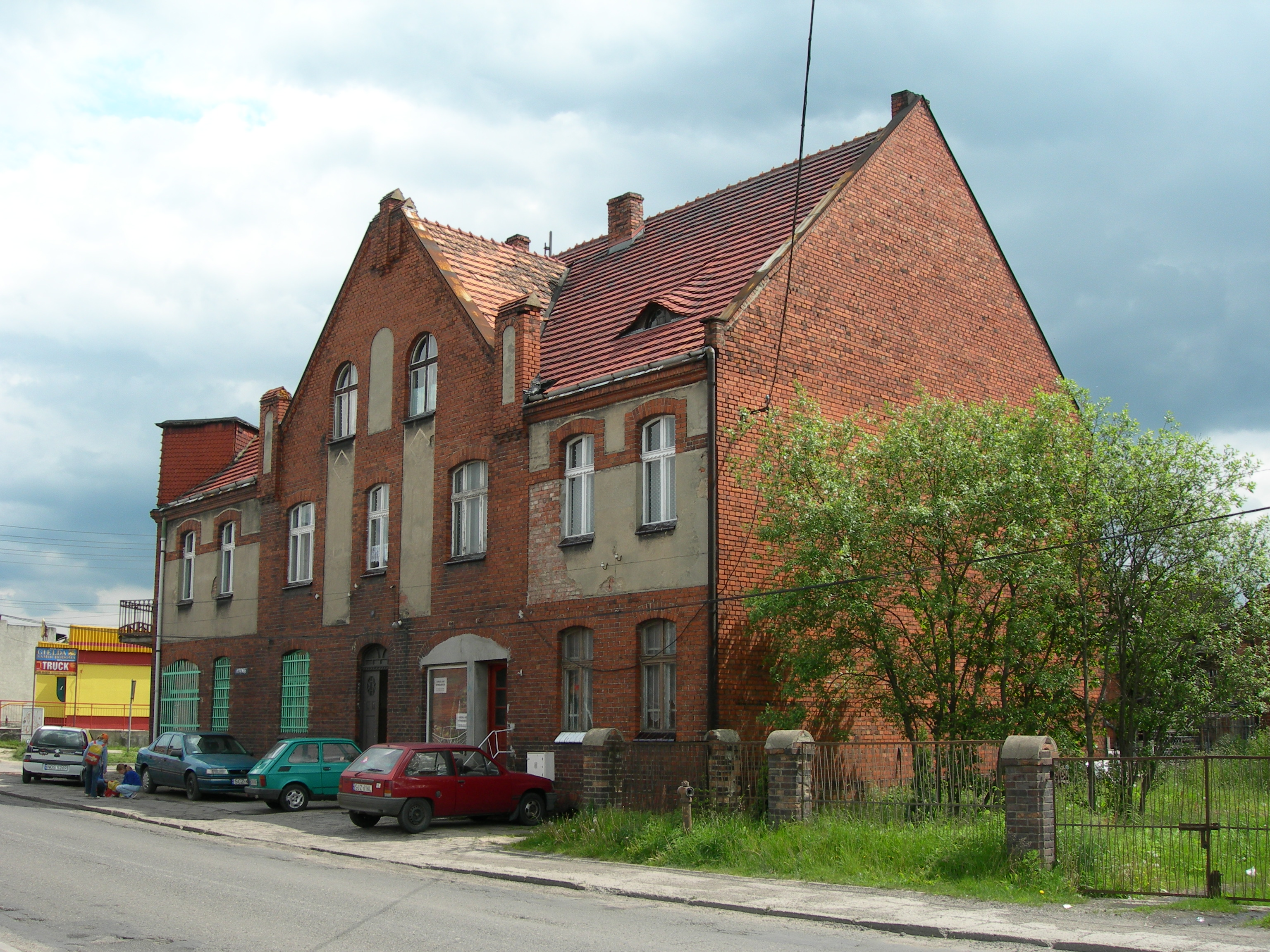
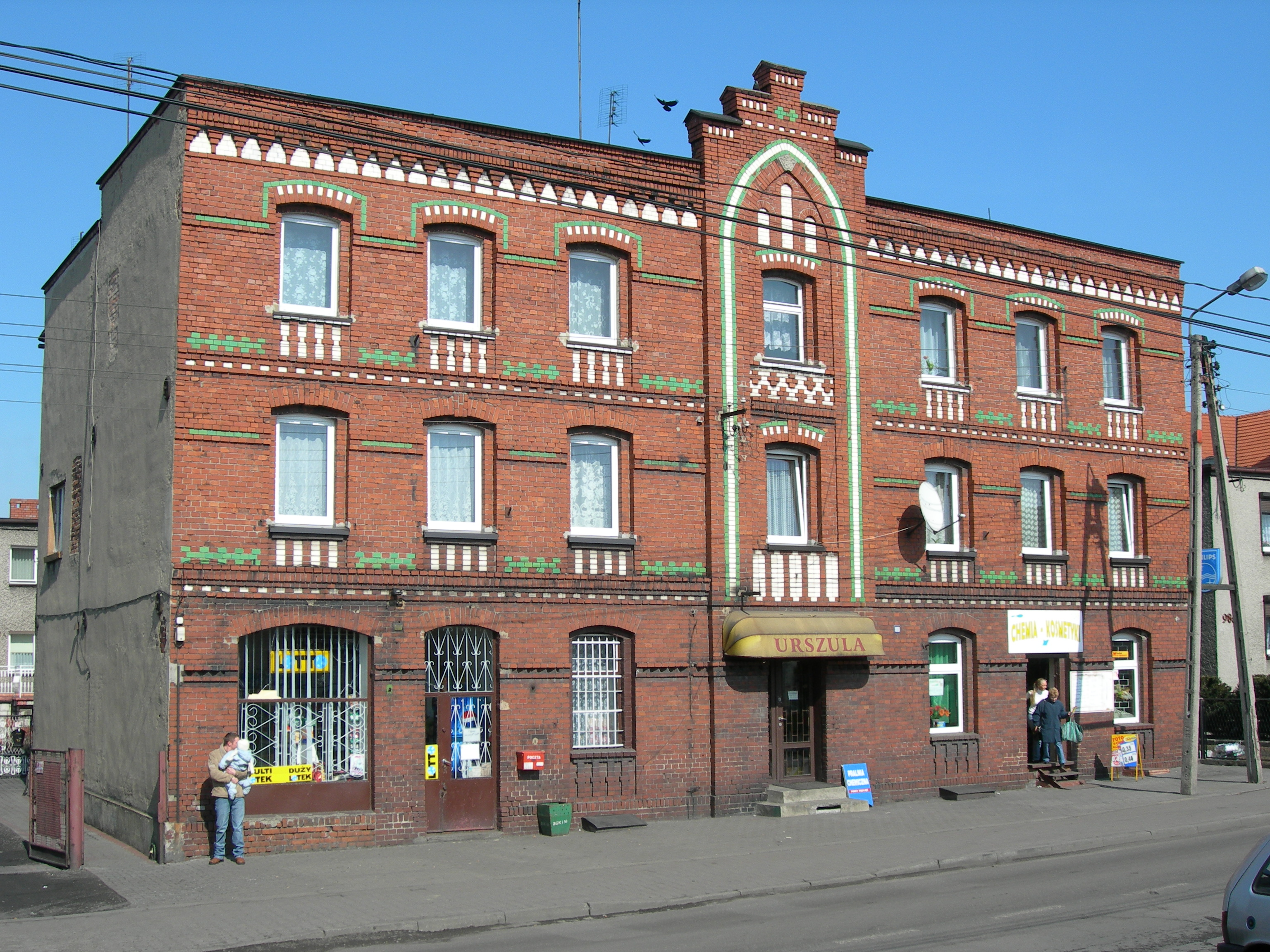
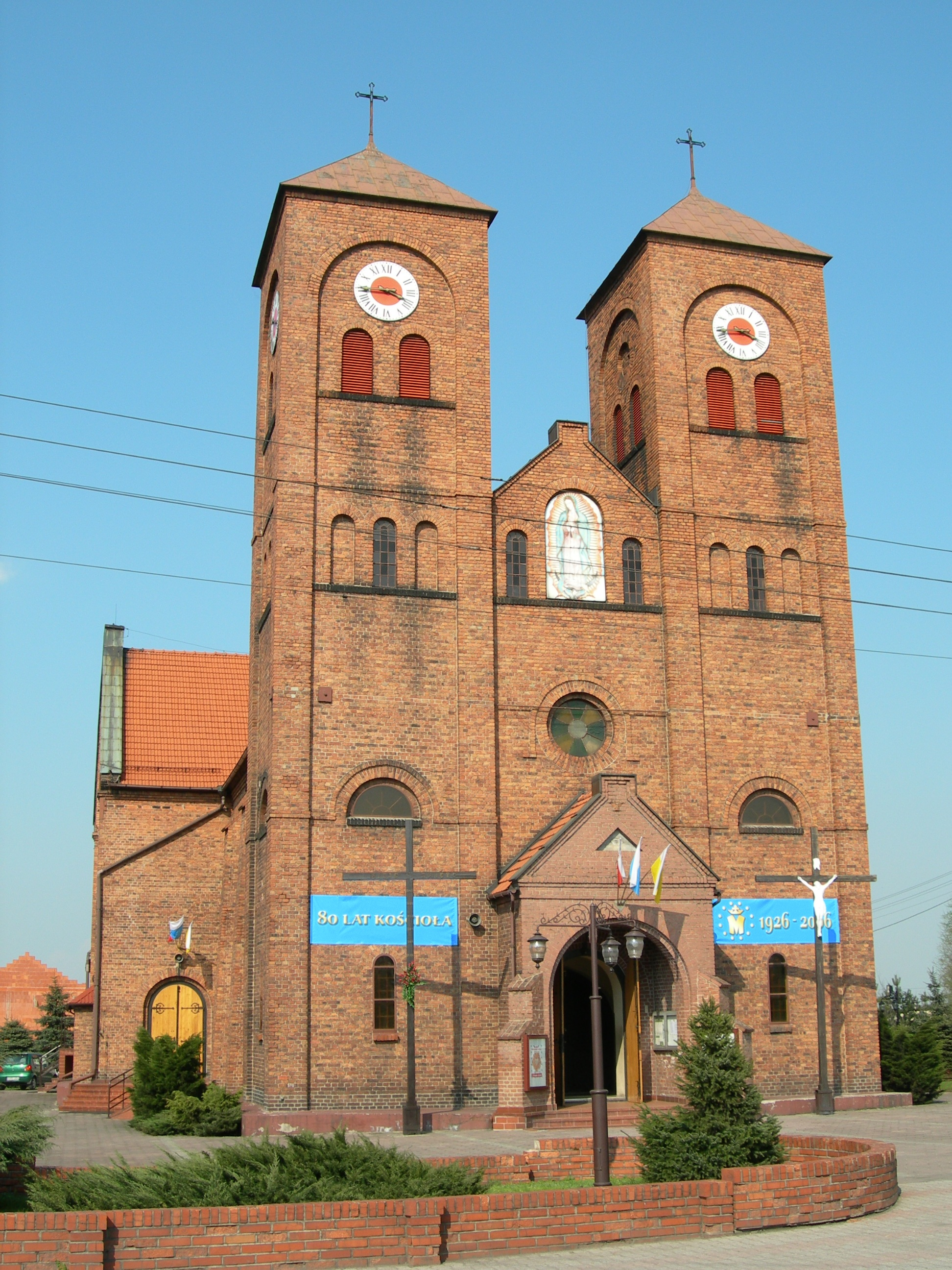